# カルロス・エドゥアルド・フェヘイラ・ジ・ソウザ
カルロス・エドゥアルド（Carlos Eduardo）ことカルロス・エドゥアルド・フェヘイラ・ジ・ソウザ（ポルトガル語: Carlos Eduardo Ferreira de Souza、1996年10月10日 - ）は、ブラジルのサッカー選手。スュペル・リグ・アランヤスポル所属。ポジションはFW。

## クラブ歴
ゴイアス州ネロポリスに生まれ、ゴイアスECの下部組織に在籍した。2015年2月5日のカンピオナート・ゴイアーノで選手初出場、同年6月4日に行われたカンピオナート・ブラジレイロ・セリエAで全国選手権1部初出場を記録した。7月8日に全国1部初得点を記録した。同年は途中出場の立場であったが、クラブは降格した。その後も残留し2017年2月21日に契約を延長した。2017年には不動のレギュラーとして活躍した。
2018年6月29日に3年契約、600万ユーロの移籍金でピラミッズFCに完全移籍した。8月3日に移籍後初出場を記録、11月28日に移籍後唯一となる得点をあげた。
2018年12月19日に5年契約でSEパルメイラスに完全移籍、移籍金は650万米ドルと推定されている。しかし3月16日の得点がこの年唯一の得点となり、全国選手権では出場僅かに7試合と揮わなかった。
2020年1月7日に3年という長さの期限付き移籍でアトレチコ・パラナエンセに期限付き移籍した。
2022年3月10日、レッドブル・ブラガンチーノに年内までの期間、期限付き移籍をすることが発表された。
2023年1月25日、プリメイラ・リーガに在籍するGDエストリル・プライアに半年間の期限付き移籍をすることが発表された。